# Faltonio Probo Alypio

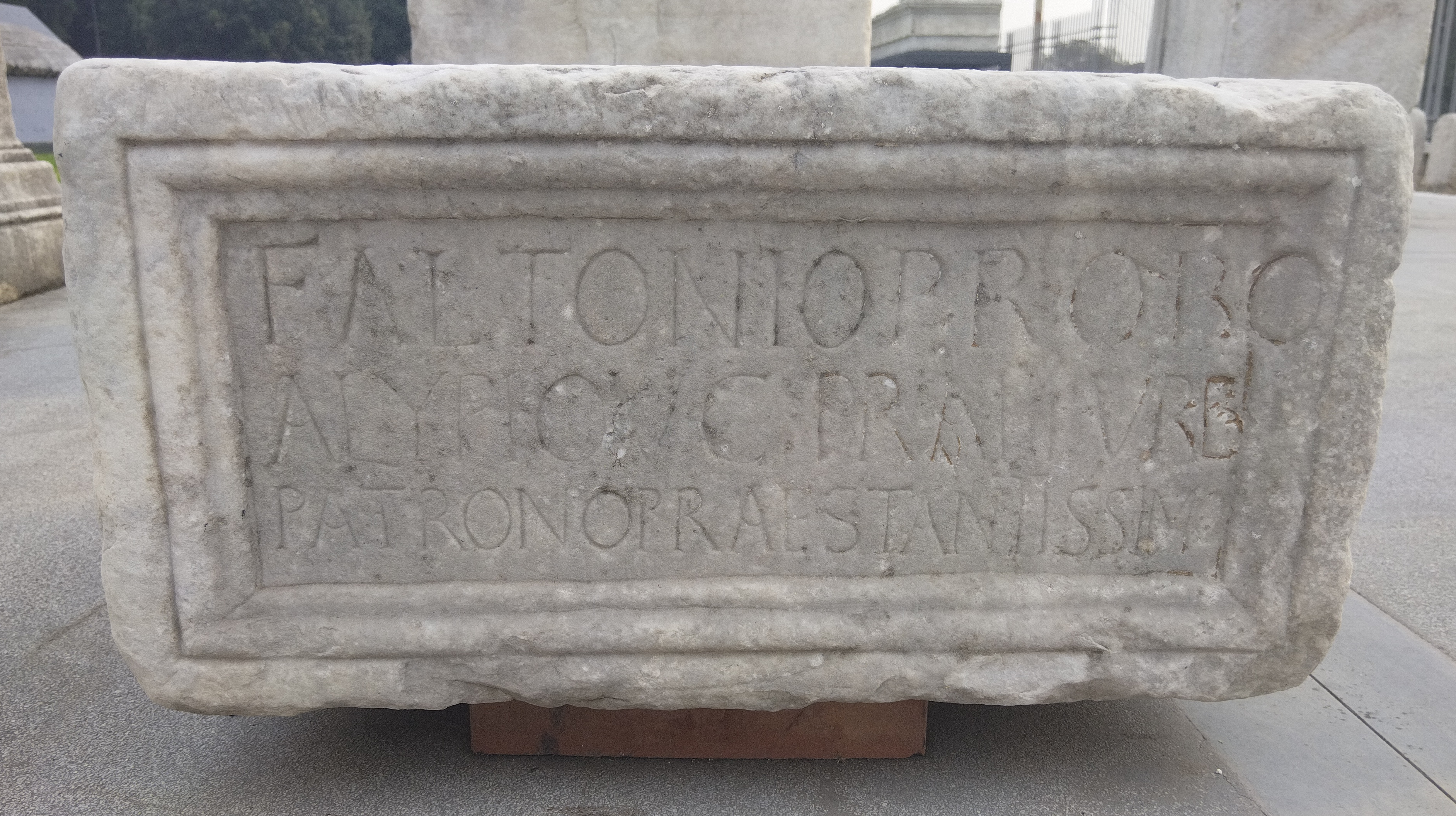
Iscrizione sulla base di una statua dedicata a Faltonio Probo Alypio

Faltonio Probo Alypio (latino: Faltonius Probus Alypius; fl. 370-397) è stato un politico romano di età imperiale.

## Biografia
Era figlio di Clodio Celsino Adelfio e della poetessa cristiana Faltonia Betizia Proba, suo fratello era Quinto Clodio Ermogeniano Olibrio.
Fu esiliato nel 370/371 in occasione dell'inquisizione da parte di Massimino. Nel 378 era funzionario in Mauretania, forse come vicario d'Africa. Il 12 giugno 391 era praefectus urbi. Nel 393 venne invitato alle celebrazioni alla corte dell'imperatore Eugenio per il consolato di Virio Nicomaco Flaviano per l'anno successivo, dopo che era stato oggetto di qualche sospetto (Eugenio era stato nominato imperatore senza il consenso del collega d'Oriente Teodosio I).
Fu il destinatario di alcune lettere di Quinto Aurelio Simmaco (che lo testimoniano vivo nel 397) e forse anche di una di Ambrogio.